# Aeroportul Chimore
Aeroportul Chimore (IATA: CCA, ICAO: SLCH) este un aeroport din Cochabamba, Bolivia ce deservește zona Chimoré⁠(d).
Situat la o altitudine de 241 m, aeroportul dispune de o singură pistă.